# علم البيئة المكاني
يدرس علم البيئة المكاني الوحدة المكانية أو التوزع النهائي الذي يشغله النوع الحيوي. قد تتواجد عدة أنواع من الكائنات الحية في نفس الموطن، يحصر كل نوع في مثواه البيئي. لا يمكن أن يتشارك نوعان من الكائنات الحية المثوى البيئي نفسه لفترة زمنية طويلة.

## نظرة عامة
لا تتوزع الكائنات الحية في الطبيعة بشكل منتظم أو عشوائي ولكن تتوزع بنمط مكاني محدد، يختلف هذا النمط تبعًا لمصادر الطاقة المتاحة والاضطرابات البيئية وتفاعلات الكائنات مع بعضها. يخلق هذا التنوع بالأنماط المكانية تنوعًا في الكائنات الحية وفي الأحداث البيولوجية والبيئية. تشير معرفة نمط التوزع المكاني في بيئة ما إلى نوع العلاقات بين الأنواع الموجودة ضمنها أو تساعد في نفي نظريات بيئية قديمة.
يتعامل علم البيئة المكاني مع مفهوم النمط المكاني ولكنه يعتمد بشكل أساسي على الدلائل التجريبية، وبشكل أقل على النماذج الموجودة في بيئة محددة. يصعب توقع هذا النمط بشكل دقيق في أغلب الحالات.
ينبغي لدراسة نمط مكاني محدد معرفة المدى المكاني الذي يمتد فيه النمط المدروس، يمكن بحالة مثالية تحديد المدى المكاني عن طريق مسح مكاني معياري للمنطقة ومعرفة إذا كان النمط ممتد على نطاق محلي أو إقليمي أو عالمي. لا يلجأ الأخصائيون إلى هذه الطرق في أغلب الحالات نظرًا لضعف التمويل وضيق الوقت والتغيرات المستمرة التي تشهدها الكائنات المدروسة على نطاق واسع. يمكن توقع أنماط مكانية جديدة عن طريق جمع معلومات تفصيلية عن مراحل حياة الأنواع وحركتها وسلوكها والاستفادة منها في توقع الأحداث البيئية والتنبؤ بها قبل وقوعها.

## التاريخ
افترضت الدراسات البيئية في القرن التاسع عشر توزعًا موحدًا للكائنات الحية في مواطنها وبدأ علماء البيئة في ربع القرن الماضي بمقارنة توزع الكائنات الحية في بيئتها مع الأنماط المكانية المتوقعة، واستخدموا طرق متطورة لجمع البيانات وتحليلها نتيجة التطور التقني الحاصل في نفس الفترة الزمنية. استخدم التصوير بالاستشعار عن بعد ونظام المعلومات الجغرافي في بعض المناطق، وساهم بتحليل ومعرفة الأنماط المكانية على مر الزمن. تساعد هذه الطرق في معرفة تأثير الأنشطة البشرية على مواطن الكائنات الحية وعلى التغيرات المناخية الحاصلة، لاحظ العلماء تأثيرات مضاعفة على الحياة البرية، التي تحولت لأنماط مكانية متعددة ومتفرقة وصغيرة. ازداد اهتمام علماء البيئة بهذا المجال بشكل كبير بعد معرفة هذه الحقائق وأكدوا على أهمية علم البيئة المكاني في أغلب الأبحاث.

## مفاهيم

### مقياس
يطلق مفهوم المقياس في علم البيئة المكاني على النطاق المكاني التي تجرى فيه العمليات البيئية وعلى التفسير المكاني للبيانات. تختلف استجابة الكائنات الحية لتغيرات البيئة تبعًا لمقياس خاص بكل نوع. يعتبر اختيار مقياس مناسب من الخطوات الضرورية في العمليات البيئية للحصول على نتائج دقيقة. تنتج أغلب الأنماط البيئية المدروسة عن عمليات بيئية متعددة خاضعة لمقاييس مختلفة. يمكن تحديد العلاقات المكانية بين الكائنات الحية والتغيرات البيئية من خلال استخدام أساليب إحصائية متعددة كالجيولوجبا الأحصائية. 

### الترابط التلقائي المكاني
يشير مفهوم الترابط التلقائي المكاني إلى وجود تشابه بين العينات المأخوذة من أماكن متقاربة أكثر من تلك المأخوذة من مناطق متفرقة. يكون الترابط التلقائي المكاني إيجابيًا عندما يكون التشابه بين العينات المتقاربة أكبر من التشابه بين العينات المأخوذة من مناطق عشوائية. ويكون الترابط التلقائي المكاني سلبيًا عندما يكون التشابه بين العينات المتقاربة أقل من التشابه بين العينات المأخوذة من مناطق عشوائية. غالبًا ما تكون هذه القيم إيجابية على المسافات القصيرة وسلبية على مسافات أطول، وهذا ما يعرف بقانون توبلر الأول للجغرافيا الذي ينص على وجود ترابط وتشابه بين جميع الأشياء، يتزايد هذا الترابط عندما تكون هذه الأشياء متقاربة مكانيًا.

## التطبيقات

### البحث
يستخدم تحليل الاتجاهات المكاني في الأبحاث المتعلقة بإدارة الحياة البرية وعلم بيئة الحرائق وعلم البيئة التجمعي وعلم البيئة المرضي والأنواع المحتاجة والأنظمة البيئية البحرية وعزل الكربون. يعتمد العلماء على الأنماط المكانية لتحديد العمليات البيئية وتأثيرها على المحيط.

### تداخل التخصصات
تعتبر مفاهيم البيئة المكانية ضرورية لفهم ديناميكية علم البيئة التجمعي والمجتمع البيئي.
يلعب التباين المكاني للسكان والمجتمعات دورًا أساسيًا في النظريات البيئية مثل التعاقب والتكيف والمنافسة والتفاعلات بين المفترس والفريسة والتطفل والأوبئة.
يستخدم علم البيئة التصويري بعض المفاهيم الأساسية التابعة لعلم البيئة المكاني في أبحاثه.
يعتبر التطبيق العملي لعلم البيئة المكاني ضروري لمعرفة عواقب التجزئة وفقدان مواطن الحياة البرية، تساعد معرفة الاستجابة الخاصة بكل كائن حي في استعادة التنوع الحيوي ومواطن الحياة البرية.

## اختبارات إحصائية

### اختبار المسافة

#### اختبار كلارك وايفانز
يربط هذا الاختبار بين الكثافة والمسافة بين الكائنات الحية، ويعتمد على فرضية العدم لحساب المسافة بين الكائنات الحية وبمعرفة ثابت الكثافة الخاص.
{\displaystyle r_{e}={\frac {1}{2{\sqrt {\rho }}}}}
يمكن حساب الفرق بين المسافة المتوقعة والمسافة المقاسة من خلال اختبار z.
{\displaystyle Z={\frac {r_{o}-r_{e}}{SE}}}
{\displaystyle SE={\frac {0.26136}{\sqrt {N\rho }}}}

#### اختبار بيلو
ابتكرت بيلو إحصائية مختلفة عام 1959، تختلف المسافة عند بيلو عن الاختبار السابق بأنها البعد بين نقط مادية مختارة وأقرب كائن حي باعتبار الكثافة ثابتة. تكون هذه المسافة مساوية للبعد بين كائنين في التجمعات العشوائية للأنواع.